# Howdah

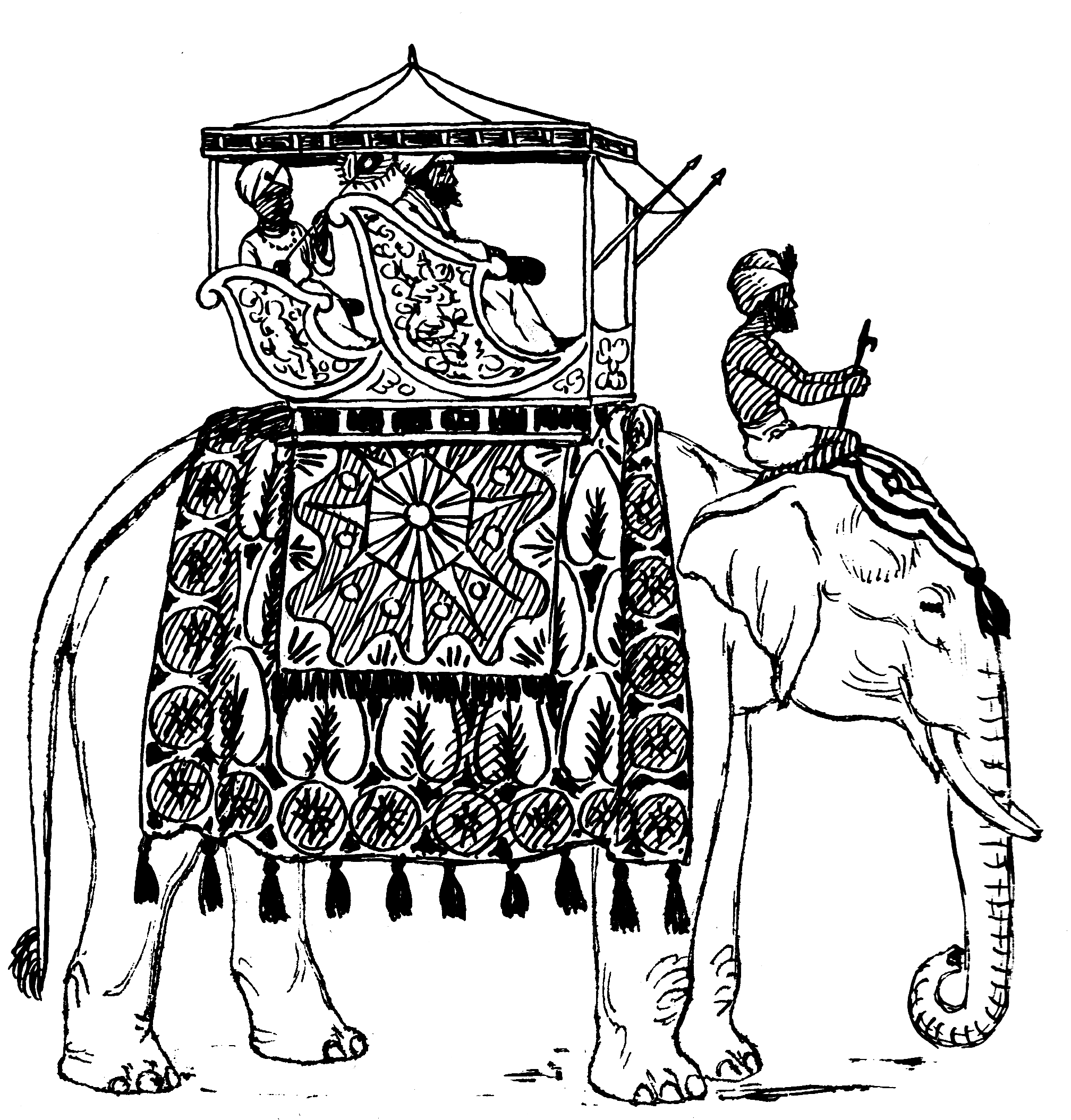
Howdah con passeggeri - ill. da Scott Foresman.

Howdah (per esteso Hathi Howdah, dalla parola Hindi हौदा - "haudā"), anche Houdah, è la lettiga posta sul dorso di un elefante "domestico" per permettere il trasporto di passeggeri, solitamente a fini bellici o venatori. Trattandosi di un oggetto divenuto sin da principio status symbol del potere e della ricchezza del nobile che possedeva tanto il "veicolo" quanto il pachiderma, il telaio in legno era impreziosito da gemme e tarsie, nonché coperto da una tenda del tessuto più pregiato. Alcuni modelli di howdah espressamente destinati all'uso militare si declinarono non in una lettiga quanto in una vera e propria struttura turrita in legno atta a proteggere arcieri e lanciatori di giavellotto.

Tra gli esemplari museali, spicca la collezione di Howdah del Mehrangarh Fort Museum di Jodhpur. Famosissimo è anche la Golden Howdah del Napier Museum di Trivandrum, un manufatto in oro pesante 750 kg ad oggi ancora utilizzato nella Jamboo Savari, la nota processione di elefanti organizzata in occasione delle festività indù del Mysore Dasara.
In Persia, esistevano howdah (in persiano هودج‎, hawdaj) destinati non agli elefanti ma ai dromedari e ai cammelli, poi diffusi in tutto l'areale musulmano dagli Arabi, che li usavano fin dall'epoca preislamica.

## Storia
Ancora in epoca romana i Sasanidi, succeduti ai Parti nel dominio della Persia, facevano largo uso di elefanti e quindi di howdah per la guerra tanto quanto per la caccia a fiere pericolose come la tigre o il cinghiale.

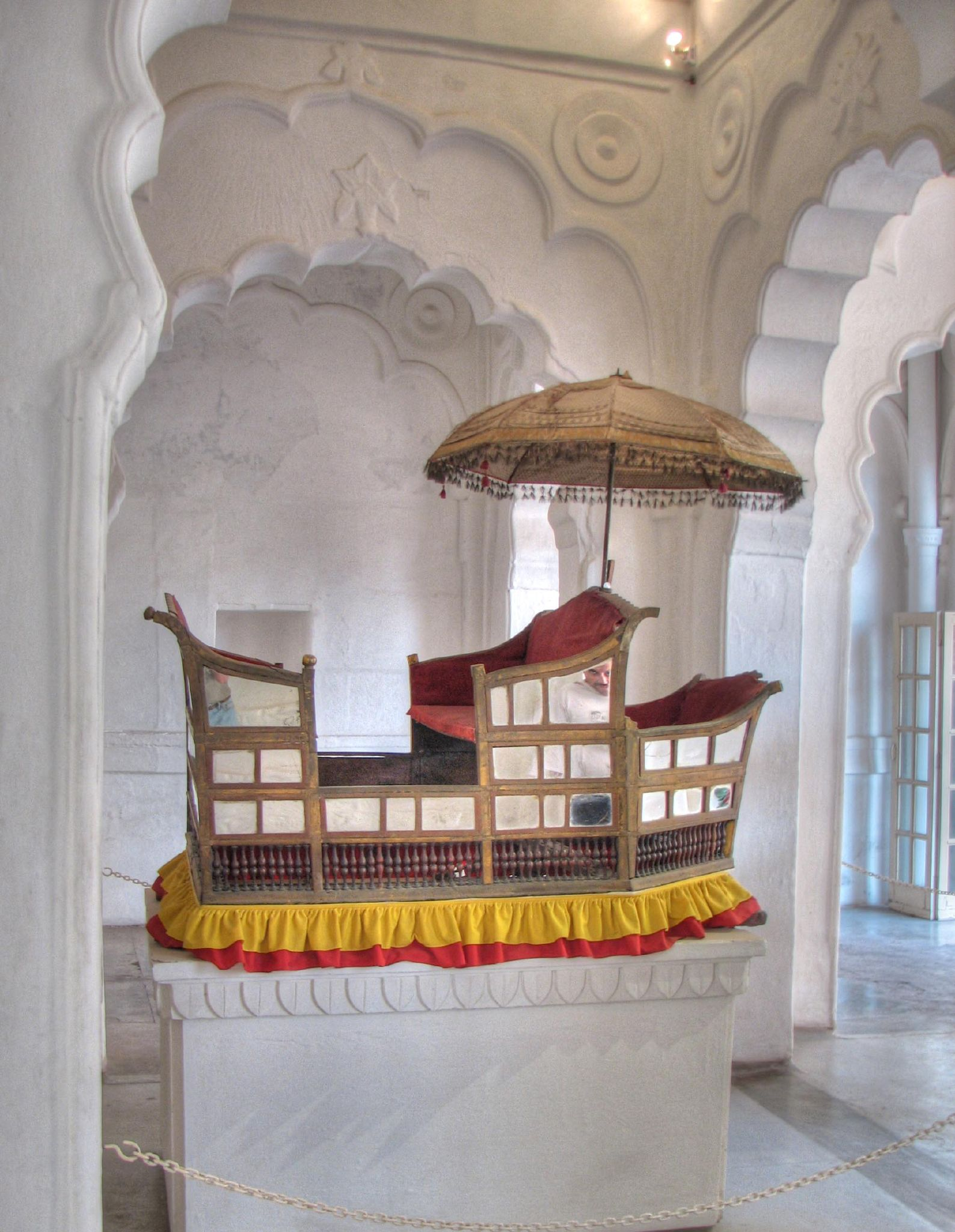
Hathi Howdah - Mehrangarh Fort Museum di Jodhpur.
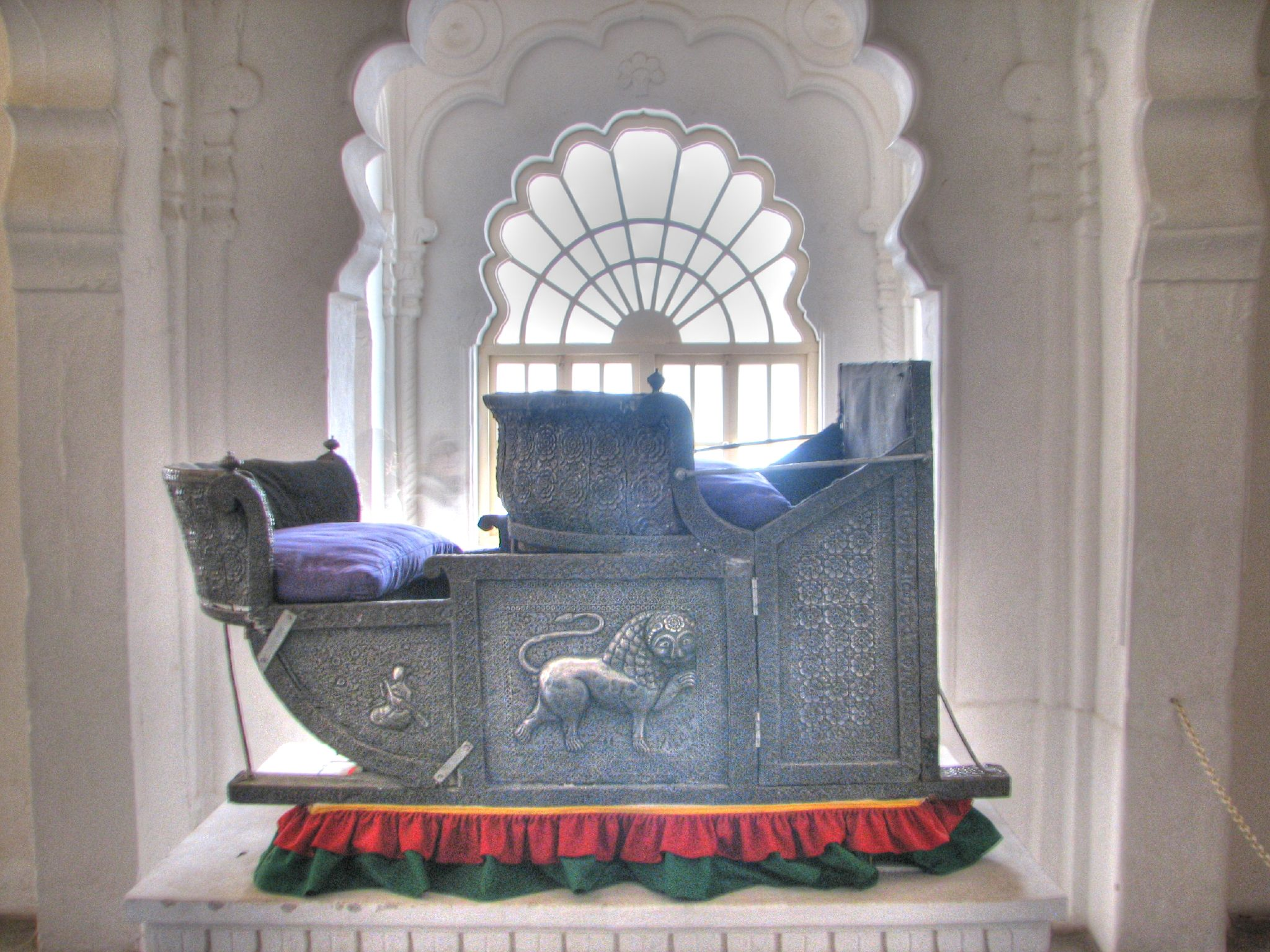
Hathi Howdah in argento - idem.
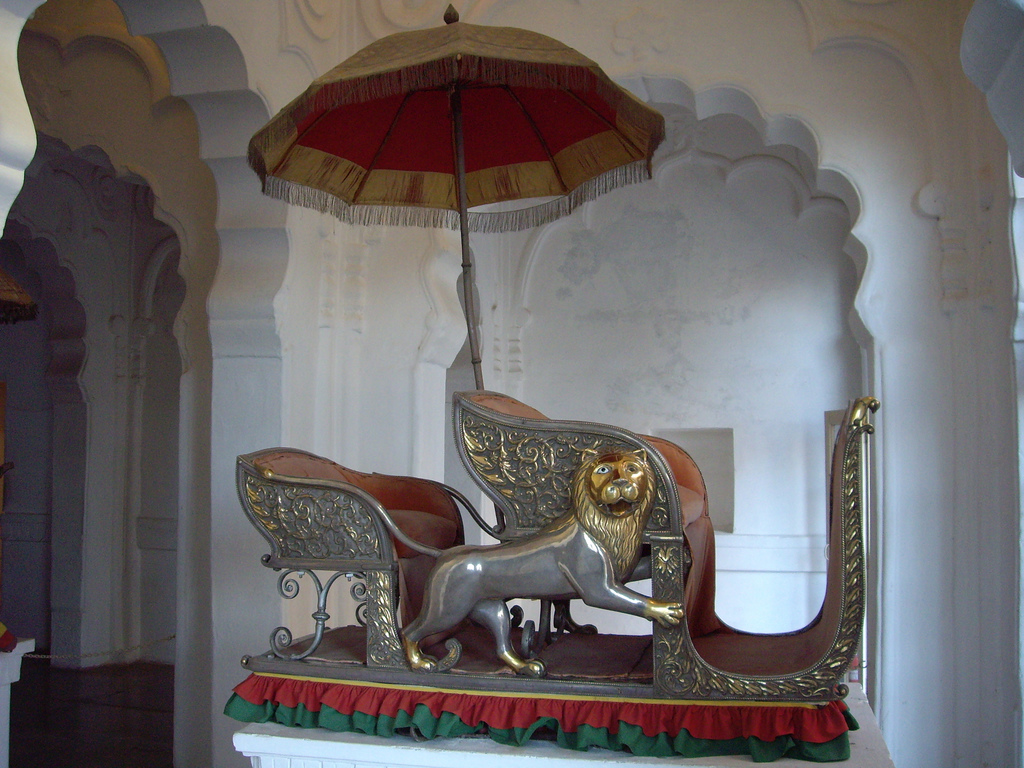
Hathi Howdah - idem.